# Ottonella Mocellinová
Ottonella Mocellinová (nepřechýleně Ottonella Mocellin; 1966 v Miláně ) je italská fotografka a videoumělkyně se sídlem v Miláně.

## Životopis
Mocellinová pracuje s textem, zvukovou instalací, performance a site specific projekty. Její práce je založena na otázkách identity a lidských vztahů. V roce 1984 se přestěhovala do Londýna, kde navštěvovala Chelsea School of Art . Byla zakládající členkou skupiny ARC spolu se Shahinem Afrassiabi, Emmou Holmesovou, Gideon London, Lennie Lee, Davidem Milesem, Nicolou Pellegrinim, João Quintinem, Nicolou Reece, Andrewem Stockwellem a Emanuelle Waeckerle. V roce 1993 se s Pellegrinim přestěhovala zpět do Milána. Její práce byly vystaveny v Muzeu moderního umění, Malmö Museum, Bienále v Benátkách, Galerii moderního umění v Turíně, Slovenské národní galerii v Bratislavě, Centru současného umění ve Vilniusu, Galerii moderního umění v Bologni, Centru současného umění PS1 v New Yorku, 2. tiranské bienále (2003). Zastupovala Itálii v programu PS1 International Studio v New Yorku v letech 2001/2002.